# 圣拉里 (阿列日省)
圣拉里（法語：Saint-Lary，法語發音：[sɛ̃ laʁi]）是法国阿列日省的一个市镇，属于聖日龍區。

## 地理
圣拉里（42°55'45"N, 0°53'40"E）面积33.91 平方千米，位于法国奧克西塔尼大區阿列日省，该省份为法国西南部内陆省份，西部和北部与上加龙省接壤，东临奥德省，东南至东比利牛斯省接壤，南与安道尔和西班牙接壤。
与圣拉里接壤的市镇（或旧市镇、城区）包括：昂特拉、欧日兰、加莱、布茨、梅勒、波尔泰达斯佩。

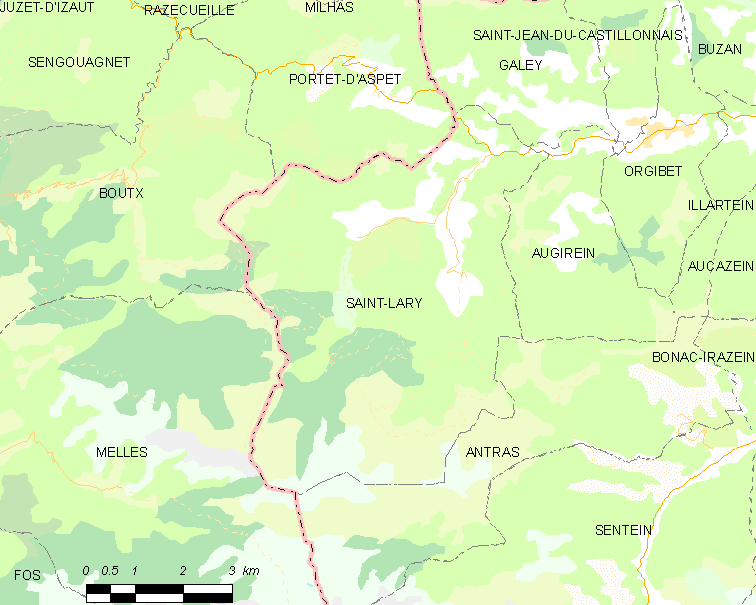
的OSM定位图

圣拉里的时区为UTC+01:00、UTC+02:00（夏令时）。

## 行政
圣拉里的邮政编码为09800，INSEE市镇编码为09267。

## 政治
圣拉里所属的省级选区为库斯朗西县。

## 人口

1962-2008年间人口变化图示

圣拉里于2022年1月1日时的人口数量为147人。